# Križnica
Križnica falu Horvátországban Verőce-Drávamente megyében. Közigazgatásilag Pitomacsához tartozik.

## Fekvése
Verőcétől légvonalban 15, közúton 26 km-re északra, községközpontjától légvonalban 9, közúton 11 km-re északkeletre, Nyugat-Szlavóniában, a Dráva bal partján, közvetlenül a magyar határ mellett fekszik. Az országhatárt itt nem a Dráva, hanem a Rinya-patak képezi, mely ezen szakaszon eredetileg a Dráva egyik holtága volt (a 18. században a folyó még ebben a mederben folyt), ezért a Dráva bal partján fekvő település még Horvátország része. A patak itt a Dráva régi medrét követve öt nagy kanyart ír le és a település határának nagyobbik része a patak és a folyó közé szorult, míg egy kisebb része a Dráva jobb partjára esik.

## Története
1885-ben a mai faluhoz tartozó terület 890 katasztrális holdat tett ki, melynek legnagyobb részét erdő borította. A bal parti részen régen négy lakott telep osztozott: Đuretina a Dráva jobb oldali mellékvize, a Struga-csatorna mellett, Banov brod a pitomacsai Dravska utca végének folytatásában, tőle északra a Dráva mellett Šaštano polje, míg a folyó melletti kompátkelőnél Brestić feküdt. Ezek mára jóval kisebbek lettek, mint egykor voltak. A Dráva túlpartján a mai Križnica területén meg kell említeni Franjićeva jada és Uska luka nevű területeket, melyek akkoriban a babócsai Somssich grófok és a szintén babócsai Prinke család birtokai voltak. Még 1880 előtt erre a területre Magyarország területéről 174 magyar ajkú lakost telepítettek be. Ezzel létrejött a mai település központja.
A településnek 1880-ban 174, 1910-ben 179 lakosa volt. 1910-ben a népszámlálás adatai szerint lakosságának 95%-a magyar, 5%-a horvát anyanyelvű volt. Az első világháború után 1918-ban az új szerb-horvát-szlovén állam, majd később (1929-ben) Jugoszlávia része lett. A második világháború után a település a szocialista Jugoszláviához tartozott. 1967/68-ban a kompátkelőhely mellett a Dráván át 250 méter hosszú gyaloghidat építettek, ezzel csökkent a település elszigeteltsége a szomszédos horvát területektől. 1991-ben csaknem teljes lakossága (98%) horvát nemzetiségű volt. 1993-tól Verőce-Drávamente megye és Pitomacsa község része. 2003-ban aszfaltozták a Pitomacsától a kompátkelőig, illetve az átkelőtől a faluig vezető utat. 2011-ben a településnek 128 lakosa volt. Križnica mára egyre inkább üdülőtelepüléssé válik, mivel a Drávát és néhány környező területet természetvédelmi területté nyilvánították.

## Lakossága
| Lakosság változása | Lakosság változása | Lakosság változása | Lakosság változása | Lakosság változása | Lakosság változása | Lakosság változása | Lakosság változása | Lakosság változása | Lakosság változása | Lakosság változása | Lakosság változása | Lakosság változása | Lakosság változása | Lakosság változása | Lakosság változása |
| ------------------ | ------------------ | ------------------ | ------------------ | ------------------ | ------------------ | ------------------ | ------------------ | ------------------ | ------------------ | ------------------ | ------------------ | ------------------ | ------------------ | ------------------ | ------------------ |
| 1857               | 1869               | 1880               | 1890               | 1900               | 1910               | 1921               | 1931               | 1948               | 1953               | 1961               | 1971               | 1981               | 1991               | 2001               | 2011               |
| 0                  | 0                  | 174                | 154                | 174                | 179                | 195                | 194                | 405                | 428                | 396                | 271                | 174                | 136                | 123                | 128                |

(1880-ban Uska Luka néven. 1931-ig településrészként.)

## Nevezetességei
- A település területének nagy része természetvédelmi terület sokszínű állat és növényvilággal. Különösen halakban, madarakban gazdag. A Dráva közvetlen környezetén kívül védett területek a Jelkuš, a Širinski otok és a Vir-mocsár.
- Páduai Szent Antal tiszteletére szentelt kápolnája 1999-ben épült.

## Oktatás
A falu iskolája 1938-ban nyílt meg a Prinke család egykori istállójának épületében. Az iskola ma már nem működik, a tanulók Pitomacsára járnak iskolába.